# 山咲千里
山咲 千里（やまざき せんり、1962年〈昭和37年〉4月24日 - ）は、日本の女優、ファッションモデル、エッセイスト、DJである。別名：senri（せんり）。本名：杵村 千里（きねむら ちさと、旧姓：山崎）。京都府京都市出身。

## 来歴・人物
東映で時代劇や特撮ものなどを数多く手がけた映画監督・山崎大助と、元女優・美山れい子夫妻のもと第一子として出生する。年の離れた弟がひとりいる。
小学校時代は重篤な疾病を抱え虚弱で通学不可能だったため、教師が自宅に来て勉強を教えてくれていた。中学在学中までに病を克服し、勉学などの都合もあって東京都へ転居する。1979年、神奈川県立百合丘高等学校在学中、NHK朝の連続テレビ小説『鮎のうた』ヒロインオーディションに合格し、女優としてデビュー。当初は清純派で、おとなしい女性の役が多かった。
転機が訪れたのは1990年代。ボンデージファッションへの傾倒と清純派一辺倒からのマンネリ脱却を目指して上梓した写真集『ANOTHER SKIN』（1992年・スコラ刊、撮影：リウ・ミセキ）で一躍セクシー路線へ転換。その後数冊セクシー路線の写真集を出版、演技の仕事でもセクシーな役柄を多くこなした。さらにタレントとして『マジカル頭脳パワー!!』（日本テレビ）などのクイズ番組で存在感を発揮したほか、1996年秋にはミニアルバム『envy』でエイベックスより音楽活動にも進出した。
ファッション・美容には並ならぬこだわりを持つ。特にボディコンへのこだわりは深く、1980年代半ばから知己の服飾デザイナーとボディコンを一貫したコンセプトとした婦人服ブランドをプロデュースしたり（現在は撤退）、ウエストを細くしたいと最下部の肋骨を左右一対抜いてしまったなどの逸話を持つ（この逸話に関しては、2020年4月2日放送の『アウト×デラックス』内で否定した）。このスノッブ・突飛とすらいえる拘りを臆面なく公言する山咲には当初は厳しい批評もあったが、2000年代に入ると、『22枚の女の切札』（2000年刊）以降の美容関連の出版物が多くの女性や山咲トオルなどに好意的に受け入れられるようになった。最近では日本女子をドール顔に導いた人物として益若つばさを尊敬すると発言し、40代後半にして益若のようなギャルメイクにも挑戦した。
大のクラブサウンド愛好家である。10代の頃からクラブ通いをしていたといい、Dragon Ashの熱烈なファンであることも公言。また、自身もテイ・トウワの弟子と公言し「DJ AOBA」として様々なクラブイベントで活動しており、WIREやLOOPA主催のパーティーなどクラブイベントにも多く参加している。
私生活では30代後半まで独身を通し、その間政財界の名士や子息、青年実業家、美容外科医らとの浮名も流した。Dragon Ashファン同士として知り合ったデザイナーの男性と事実婚状態にあることを公表、その後正式に結婚したが、48歳を迎えた12年後に離婚している。
2012年にモデル事務所・ジャパンモデルエージェンシーと専属契約を結び、関西を拠点にモデルとして活動する。その後、ジャパンモデルエージェンシーと山咲が代表を務めるサウザンド・ウェイとの間で専属契約に関する法的トラブルが起きたが、2016年9月8日に和解が成立するとともに両者間の専属契約が終了したため、ジャパンモデルエージェンシーと山咲は契約関係にはないことが発表された。
2019年3月、芸能事務所ワイエムエヌとの業務提携を開始した。2023年9月、事務所から名前が消えプロフィールページも消失しているため業務提携は終了した模様。

## 出演作品

### テレビドラマ
- 西遊記 第11話（1978年[注 1]、日本テレビ） ※本名の「山崎千里」名義で出演
- 連続テレビ小説 鮎のうた（1979年10月 - 1980年4月、NHK総合） - ヒロイン・浜中あゆ 役
- 立花登・青春手控え（1982年、NHK総合） - しん 役
- テレビシティ 愛と炎の砂漠－時の扉－（1982年、TBS）
- 壬生の恋歌（1983年、NHK総合） - お千代 役
- スチュワーデス物語（1983年、TBS） - 木下さやか 役
- 土曜ワイド劇場 牟田刑事官事件ファイル（1983年、テレビ朝日） - 吉村君恵 役
- ザ・サスペンス 狙われた女教師（1984年、TBS） - 江島幸子 役
- うちの子にかぎって… 第7話（1984年、TBS） - 恵村萌子 役
- 人妻捜査官 第8話「疑惑!?黒人兵にむらがる六本木ギャル」（1984年、朝日放送）
- 銀河テレビ小説 夢で愛して（1985年、NHK総合） - 香取モモ子 役
- イエスの方舟（1985年12月9日、TBS） - 多恵 役
- 大河ドラマ いのち（1986年、NHK総合） - 岩田初子 役
- 武蔵坊弁慶（1986年、NHK総合） - 義経正室・若の前 役
- 木曜ドラマストリート ぼくらの時代（1986年、フジテレビ）
- 痛快!婦警候補生やるっきゃないモン!（1987年、テレビ朝日） - 小暮教官 役
- 男と女のミステリー「京都結婚指輪殺人事件」（1990年、フジテレビ） - 落合真弓 役
- 人形佐七捕物帳 佐七一番手柄（1990年9月25日、ユニオン映画・テレビ東京） - おくみ 役
- 誰にも言えない（1993年7月 - 9月、TBS） - スチュワーデス・山田美雪 役
- 男嫌い（1994年7月 - 9月、TBS） - 細川千春 役
- 乱歩―妖しき女たち― 第4話「断崖」（1994年、TBS）
- 新婚なり!（1995年7月 - 9月、TBS） - 並木ゆかり 役
- きらきらひかる 第2話（1998年、フジテレビ） - 古田朝子 役
- Days 第4-7話（1998年2月、フジテレビ） - 予備校講師・茅野 役
- 走れ公務員!（1998年10月 - 12月、フジテレビ） - 刑事課長・結城歌子 役
- てっぺん（1999年7月 - 9月、テレビ朝日） - OL・中丸彩 役
- ナニワ金融道5（2000年、フジテレビ） - 清潔純子 役
- 金田一少年の事件簿 第3シーズン 「露西亜人形殺人事件」（2001年、日本テレビ） - 幽月来夢 役

### バラエティ番組
- ダウンタウンのごっつええ感じ ボディコンかあちゃんコンテスト（フジテレビ）
- クイズ!!ひらめきパスワード（1985年10月 - 1986年3月、毎日放送）
- マジカル頭脳パワー!!（1992年 - 1996年、1997年 - 1999年、日本テレビ） - 準レギュラー（1年半のみ一時降板）
- OH!エルくらぶ（1994年10月 - 1996年3月、テレビ朝日）
- ハロー!モーニング。（2000年10月15日、テレビ東京）  - ゲスト
- 世界・ふしぎ発見!（TBS） - 解答者。ミステリーハンターを務めた回もある。
- LaLa女性外来（LaLa TV） - ナビゲーター（初期のみ）
- 愛川欽也の不思議ミステリーツアー（テレビ東京） - レギュラー
- クイズ地球まるかじり（テレビ東京） - 準レギュラー
- クイズところ変れば!?（テレビ東京） - 準レギュラー
- 私の何がイケないの?（TBS） - 不定期ゲスト

### 映画
- 肉体の門（1988年、田村泰次郎原作、五社英雄監督） - 安井花江 役
- ガメラ3 邪神覚醒（1999年、金子修介監督） - 朝倉美都 役
- Last Dance -離婚式-（2001年、向井寛監督）
- ROOMSERVICE（2005年、小島淳二監督）

### CM
- 資生堂
  - サイモンピュア
  - フレッシュア
- ネスレ日本　ブライト（1983年）
- 金鳥 かとりせんこう（1988年）
- アデランス
- KIRIN 力水
- ポーラフーズ「シーズケース」
- ミツカン パスタドレッシング
- SUNTORY 伊右衛門（2004年）

### その他
- シーマン 完全版（2001年・2003年、PlayStation 2用） - 女シーマンの声
- THE JAPANESE TRADITION 〜日本の形〜（2007年、NAMIKIBASHI） ※ショートフィルム『Green Tea』に出演

## 出版物

### CD
- ROOMS Vol.1 今ならもう一度話したい（秋元康プロデュース、1995年、ポニーキャニオン） - 朗読
- envy（1996年、Avex trax）

### 写真集
- SENRI（1988年2月、辰巳出版、撮影：橘マキオ） ISBN 978-4886410535
- アナザー・スキン（1992年1月、スコラ、撮影：リウミセキ） ISBN 978-4796200660
- ホワイト・ムーン（1993年12月、スコラ、撮影：大沢尚芳） ISBN 978-4796201490
- フェティッシュ（1994年4月、スコラ、撮影：Peter Arnell） ISBN 978-4796201629
- NEW EARTH（2018年3月23日、講談社、撮影：下村一喜） ISBN 978-4062210010

### 著書

#### 単著
- いつかジェラシー（1992年9月、スコラ） ISBN 978-4796200868
- キレイの魔術（1993年4月、スコラ） ISBN 978-4796201100
- ビューティ・メイカーズ―グッドデザインを創る全ての人達の情熱に（1998年3月、スコラ） ISBN 978-4796204828
- 山咲千里ネイルデザイン928ターボ（1998年10月、スコラ・スコラスペシャル 63） ISBN 978-4796295628
- 22枚の女の切り札（2000年5月18日、講談社） ISBN 978-4062101349
- だから私は太らない（2002年3月8日、講談社） ISBN 978-4062111867
- 贅沢な悩み（2002年8月、PHP研究所・PHPエル新書） ISBN 978-4569623818
- 美肌（2003年3月27日、講談社） ISBN 978-4062118033
- 恋水（2004年5月21日、講談社） ISBN 978-4062124065
- 経験（2005年11月、アクセスパブリッシング） ISBN 978-4901976329
- 美心伝心（2008年3月26日、扶桑社） ISBN 978-4594056094
- だから私は太らない〈完全版〉（2010年1月29日、光文社・知恵の森文庫） ISBN 978-4334785697
- 華齢（2011年9月8日、講談社） ISBN 978-4062173063

#### 共著
- 中村江里子、フランソワーズ・モレシャン、朝吹登水子、伊藤緋紗子、たかの友梨、草刈民代、池田理代子、市川染五郎『エレガンスの条件』（2004年7月、ソニーマガジンズ・ブルームブックス） ISBN 978-4789723237
- 谷村志穂、斎藤綾子、やまだないと、横森理香、狗飼恭子、野中柊、甘糟りり子『靴に恋して』（2004年9月、ソニーマガジンズ） ISBN 978-4789723626

## コラボ商品
- ワンランク上の大人のエイジレスウィッグ プリシラボーテ（プリシラ）